# Chiến dịch
Chiến dịch là một từ ngữ chỉ về một sự kiện quân sự gì đó.Chiến dịch cũng có thể có tên do những người đứng đứng đầu về sự kiện quân sự đó đặt tên.Chiến dịch thường có 2 loại:chiến dịch không thường là những chiến dịch do các tổ chức hay các cá nhân tạo nên nhằm mục đích gây quỷ ủng hộ người nghèo hay làm việc cứu trợ nhân đạo,hoặc làm việc gì đó ủng hộ cho một cá nhân tập thể hoặc xã hôi.chiến dịch tiếp theo là loại chiến dịch với mục đích quân sự,về chính trị hoặc chiến dịch liên quan tới quốc gia,về loại này có thể thuộc vào 2 loại tuyệt mật hay không thường.